# Мексиканська затока
Мексика́нська зато́ка (ісп. Golfo de México, англ. Gulf of Mexico) — внутрішнє море Атлантичного океану біля південно-східних берегів Північної Америки між півостровами Флоридою, Юкатаном та островом Кубою. Оточене з трьох боків узбережжями південних штатів Сполучених Штатів Америки, сходу Мексики та берегами Куби. З Атлантичним океаном з'єднана Флоридською протокою, з Карибським морем — Юкатанською протокою.
Площа становить 1543 тис. км², третина якої розташована у тропічному поясі. Середня глибина — 1512 м; має добре розвинену улоговину з глибиною до 5203 м; у центральній частині — абісальне плато з групою підводних пагорбів висотою близько 300 м. Об'єм води — 2332 тис. км³. Солоність — 25—36,9 ‰.
Ґрунт піщаний, черепашниковий, мулистий. Береги переважно низькі, з лагунами, у південній частині — рифи. Узбережжя має численні затоки меншого розміру (найбільша — затока Кампече), бухти, невисокі острови, по берегах яких утворюються болота та пляжі. Припливи переважно добові, висотою 0,3—0,6 м, але трапляються напівдобові та змішані. До затоки впадають декілька річок, найвідоміша з них Міссісіпі. Із затоки витікає Флоридська течія, що дає початок Гольфстриму.
Континентальний шельф загалом широкий (змінюється від максимуму більш ніж 320 км до мінімуму близько 40 км) і утворює майже безперервну терасу навколо краю затоки. На шельфі видобуток нафти, газу, сірки. Затока використовується також для комерційного лову риби, креветок, крабів, устриць. Комерційна діяльність тут також охоплює перевезення вантажів, нафтопереробку і нафтосховища, виробництво паперу, туризм. Основні порти — Новий Орлеан, Х'юстон, Галвестон, Веракрус, Коацакоалькос, Тампіко, Гавана. Основні військово-морські бази: Веракрус (Мексика), Кабаньяс (Куба).

## Межі
Міжнародна гідрографічна організація так визначає межі затоки: лінія прямує від маяка на мисі Каточе (21°37′ пн. ш. 87°04′ зх. д. / 21.617° пн. ш. 87.067° зх. д.) до маяка на мисі Сан-Антоніо (Куба), через цей острів до меридіана 83° зх. д., уздовж цього меридіану на північ до південної точки островів Драй-Тортугас (24°35′ пн. ш. 83°00′ зх. д. / 24.583° пн. ш. 83.000° зх. д.), уздовж цієї паралелі (24° 35' пн. ш.) на схід до маяка Ребекка Шоал (82° 35' зх. д.) звідти через бар і Флорида-Кіс на материк у східній частині Флоридської затоки; всі акваторії між Драй-Тортугас і материком розглядаються в межах затоки.

## Історія
Існує теорія, згідно з якою 65 мільйонів років тому на Землю впав метеорит завширшки 10 км, і створив Чиксулубський кратер, розташований на узбережжі Мексиканської затоки на мексиканському півострові Юкатані.
До появи європейських колонізаторів узбережжя було заселене індіанцями. За часів колонізації територія була перетворена на театр бойових дій та суперечок між Іспанією, Францією та Англією.

### Перейменування
20 січня 2025 року новообраний президент США Дональд Трамп заявив, що змінить назву Мексиканської затоки на затоку Америки.
24 січня 2025 року Міністерство внутрішніх справ США видало розпорядження про зміну кількох географічних найменувань, зокрема Мексиканської затоки — на Американську. Згідно з пресрелізом відомства від 24 січня, міністерство доручило Раді з географічних назв, яка перебуває в його віданні, скоректувати деякі географічні найменування на федеральному рівні. «Згідно з розпорядженням президента, Мексиканська затока тепер офіційно називатиметься Американською затокою», — зазначено в повідомленні Міністерства внутрішніх справ США.
11 лютого 2025 року, згідно повідомлення телеканалу CNN, картографічний вебсервіс Google Maps змінив назву Мексиканської затоки на Американську затоку (Gulf of America), але тільки для користувачів зі США. Відповідно, для мексиканців, внесення змін у картах — не планується. Водночас інші країни бачитимуть обидві назви затоки.

## Клімат
Акваторія затоки лежить в тропічному кліматичному поясі, лише північна частина — в субтропічному. Увесь рік над затокою панують тропічні повітряні маси. Сезонний хід температури повітря чітко відстежується. Переважають перемінні вітри та затишшя. У теплий сезон утворюються тропічні циклони. На півночі, поблизу американського узбережжя взимку переважають помірні повітряні маси, мусонна циркуляція повітря. Спостерігаються значні сезонні амплітуди температури повітря і розподілу атмосферних опадів. Урагани, що рухаються з боку Атлантичного океану, призводять до численних смертей і збитків (наприклад, ураган «Катріна» 2005 року).
Літо спекотне, дощове, з високою вологістю повітря; відносно прохолодна суха зима. Температура води взимку 18—25 °C, влітку — 28—31 °C.

## Геологія
Консенсус серед геологів полягає в тому, що до пізнього тріасу Мексиканської затоки не існувало, територія складалася з суходолу, який містив континентальну кору, яка зараз лежить під Юкатаном, у центрі суперконтиненту Пангея.
Цей терен лежав на південь від безперервного гірського хребта, який простягався від північно-центральної частини Мексики, через Марафонську височину на заході Техасу та гір Уошито в Оклахомі до Алабами, де він мав з'єднання горами Аппалачі. Хребет був утворений колізією континентальних плит, які утворили Пангею.
Згідно з Роєм Ван Арсдейлом та Ренделом Т. Коксом, це гірське пасмо було прорвано у пізній крейді з утворенням затоки Міссісіпі.
Рифти, які створили басейн, походили від сутур Пангеї, де Лаврентійська, Південноамериканська та Африканська плити зіткнулися. По-перше, відбулась пізньотріасова–ранньоюрська фаза рифтінгу, під час якої утворювалися рифтові долини та заповнювалися континентальними червоними відкладами. По-друге, континентальна кора розтягувалася і тоншала в міру того, як рифтінг прогресував протягом раннього та середнього юрського періоду.
Це стоншення створило широку зону перехідної кори, яка демонструє помірне та нерівномірне стоншення з блоковими розломами та широку зону рівномірно стоншеної перехідної кори, яка становить половину типової 40-кілометрової товщини континентальної кори.
У цей час рифтінг вперше створив сполучення з Тихим океаном через центральну Мексику, а пізніше на схід до Атлантичного океану. Це затопило відкритий басейн, утворивши замкнуте крайове море. Опускання перехідної кори було покрито широким відкладенням луаннської солі та пов'язаних з нею ангідритових евапоритів.
Під час пізньої юрського періоду продовження рифтінгу розширило басейн і прогресувало до того, що відбувся спредінг морського дна та утворення океанічної кори. У цей момент була встановлена достатня циркуляція в Атлантичному океані, що відкладення луаннської солі припинилося. Спредінг морського дна припинився наприкінці юрського періоду, приблизно 145—150 млн років тому.
У пізній юрі — ранній крейді басейн пережив період охолодження та опускання кори підмурівку. Опускання було результатом спредінгу, охолодження та навантаження. Спочатку комбінація розтягування та охолодження кори спричинила тектонічне опускання центральної тонкої перехідної та океанічної кори приблизно на 5—7 км. Басейн розширювався і поглиблювався, тому що опускання відбувалося швидше, ніж осад міг заповнити його.
Пізніше навантаження на земну кору в межах басейну та прилеглої прибережної рівнини накопиченням кілометрів відкладень протягом решти мезозою та всього кайнозою ще більше опустило підстилаючу кору до її поточного положення приблизно на 10—20 км нижче рівня моря. Зокрема, у кайнозої, періоді відносної стабільності для прибережних зон, товсті уламкові клини утворили континентальний шельф уздовж північно-західної та північної околиць басейну.
На сході стабільна Флоридська платформа не була покрита морем до пізнього юрського або початку крейдяного періоду. Юкатанська платформа існувала до середини крейдяного періоду. Після того як обидві платформи були занурені, утворення карбонатів та евапоритів предумовуло геологічну історію цих двох стабільних областей. Більша частина басейну була оточена під час ранньої крейди карбонатними платформами, а його західний фланг зазнав, під час пізнього крейдяного періоду та раннього палеогену, деформації стиснення, Ларамійськний орогенез, який створив гори Східна Сьєрра-Мадре у східній Мексиці.
У 2014 році Ерік Кордес з Університету Темпл та виявив надсолоний прошарок води на глибині 1000 м під поверхнею затоки з окружністю 30 м і товщиною 3,7 м, який у чотири-п'ять разів солоніший за решту води. Перше дослідження місця було безпілотним за допомогою Hercules, а у 2015 році команда з трьох осіб використовувала глибоководний апарат Alvin. Місце не може підтримувати будь-яке інше життя, окрім бактерій, мідій із симбіотичними стосунками, трубочників і певних видів креветок. Його називають «джакузі відчаю». Оскільки вона тепліша за навколишню воду (18 °C порівняно з 4 °C), вона приваблює тварин, але вони не можуть вижити, коли потрапляють до неї.
Підмурівок Мексиканської затоки складається з: 41 % континентальної околиці, 32 % континентального шельфу та 24 % абісальної рівнини з найбільшою глибиною 3400 м футів у западині Сігсбі. Затоку поділяють на сім акваторій:
- Улоговина Мексиканської затоки[en] містить западину Сігсбі, яку можна далі розділити на континентальне підвищення, безодню Сігсбі та конус Міссісіпі.
- Північно-східна акваторія Мексиканської затоки простягається від точки на схід від дельти річки Міссісіпі[en] поблизу Білоксі до східного берегу затоки Апалачі[en].
- Континентальний шельф і континентальна околиця Південної Флориди тягнеться вздовж узбережжя від затоки Апалачі до Флоридської протоки та містить Флорида-Кіс і Драй-Тортугас[en].
- Банка Кампече[en] простягається від протоки Юкатан на сході до басейну Табаско-Кампече[en] на заході та містить Арресіфе-Алакран.
- Затока Кампече — затока, що тягнеться від західного краю банки Кампече[en] до офшорних регіонів на схід від Веракруса.
- Західна акваторія Мексиканської затоки розташований між Веракрусом на півдні та Ріо-Гранде на півночі.
- Північно-західна акваторія Мексиканської затоки простягається від Алабами до Ріо-Гранде.

## Біологія
Акваторія затоки поділяється на чотири морські екорегіони: північ Мексиканської затоки бореальної північноатлантичної зоогеографічної провінції, Великі Антильські острови, узбережжя Флориди, південь Мексиканської затоки — тропічної атлантичної.
У зоогеографічному відношенні донна фауна континентального шельфу півночі до глибини 200 м належить до північної субтропічної зони, а півдня — до тропічної західноатлантичної.